# Un disco per l'estate 1980
L'edizione 1980 di Saint Vincent Estate, la passerella di canzoni senza gara che sostituisce per alcuni anni Un disco per l'estate, è suddivisa in due fasi.
La serata dedicata alle canzoni interpretate da artisti affermati va in onda in televisione sulla Rete Uno il 5 luglio, con la regia di Antonio Moretti.
Nell'ambito della manifestazione vengono inoltre registrate le esibizioni di alcuni giovani talenti, che vanno in onda in due serate, denominate Saint Vincent giovani, condotte da Gianni Riso e trasmesse sullo stesso canale televisivo e per la stessa regia, il 30 agosto ed il 5 settembre.

## Partecipanti
- Marcella: Baciami
- Jocelyn - Ti voglio amare
- Loretta Goggi - Notti d'Agosto
- Demis Roussos - Credo (I need you)
- Laura Luca - Eri come me
- Enzo Avallone - Ti chiami Africa
- Ivan Graziani - Firenze (Canzone triste)
- Matia Bazar - Italian Sinfonia
- Alice - Il vento caldo dell'estate
- Gianni Bella - Dolce uragano
- Krisma - Many kisses
- Anna Oxa - Controllo totale
- Roberto Soffici - Io ti voglio tanto bene
- Loredana Bertè - In alto mare
- Alunni del Sole - Cantilena
- Toto Cutugno - Innamorati
- Rettore - Kobra
- Alan Sorrenti - Non so che darei
- Pooh - Cantero per te (sigla)
- Ornella Vanoni - Innamorarsi
- Pupo - Bravo
- Drupi - Sera
- Umberto Balsamo
- Miguel Bosé - Ti amerò
- Gary Numan
- Eddy Grant
- Claudja Barry - Banana boat (day-o)
- Steve Forbert
- The Knack
- Andy Gibb - Desire